# Hoplophorella tripartita
Hoplophorella tripartita är en kvalsterart som först beskrevs av Wojciech Niedbała och Schatz 1996.  Hoplophorella tripartita ingår i släktet Hoplophorella och familjen Phthiracaridae. Inga underarter finns listade i Catalogue of Life.